# Bracon ophtalmicus
Bracon ophtalmicus är en stekelart som beskrevs av Telenga 1933. Bracon ophtalmicus ingår i släktet Bracon och familjen bracksteklar. Inga underarter finns listade.